# Lac de Caramany
Le lac de Caramany (ou par métonymie barrage de Caramany), est un lac artificiel français, situé dans le département des Pyrénées-Orientales, sur les communes de Caramany, Cassagnes, Ansignan et Trilla, sur la rivière  Agly.

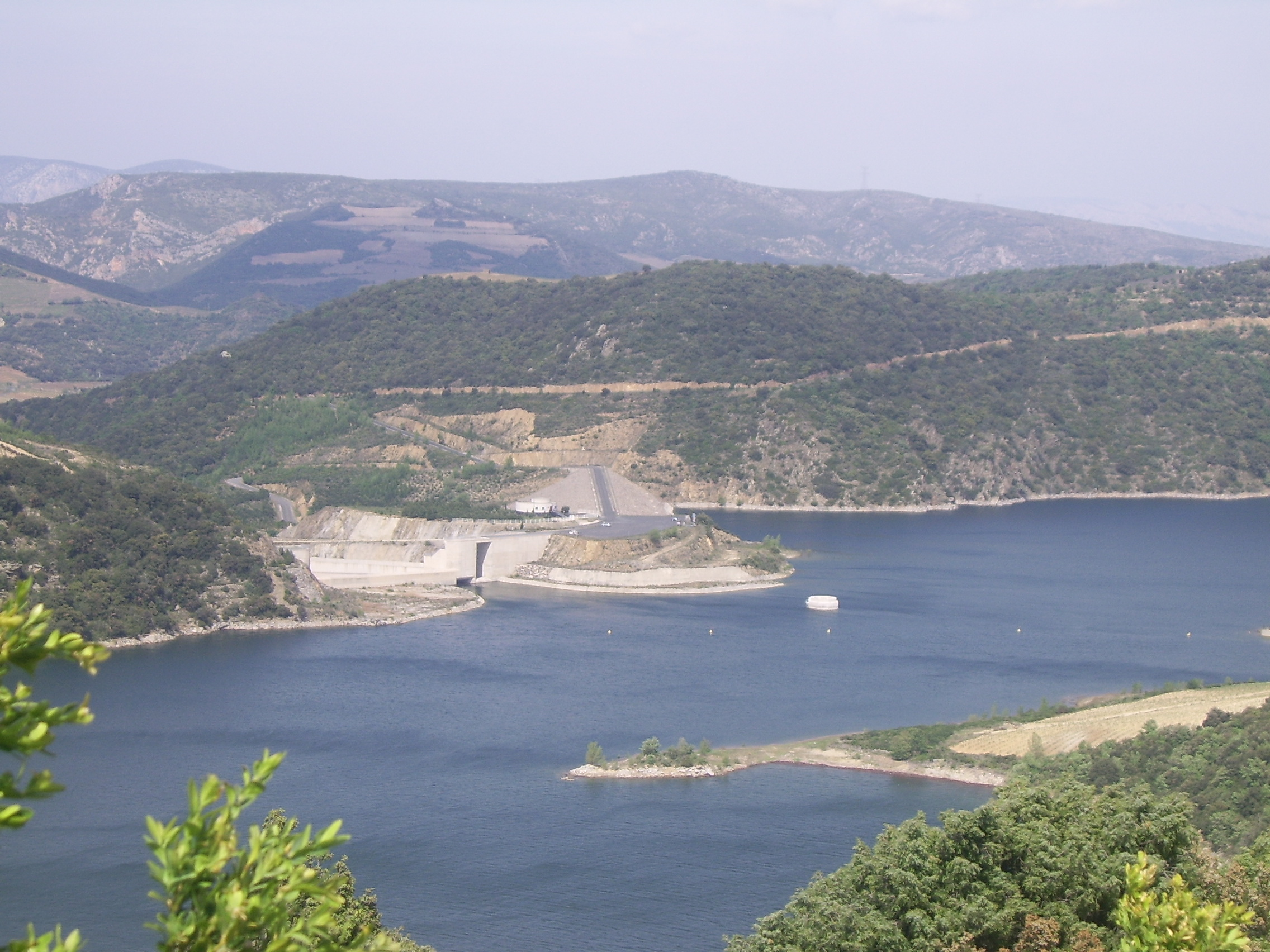
Le barrage

## Géographie
Le lac est soutenu par le barrage de Caramany.

## Histoire
Le premier coup de pioche a été donné le 23 décembre 1988 en présence de Jacques Blanc, président du Conseil Régional, René Marques, président du Conseil Général, et Roger Gros, préfet.
Les travaux du lac, terminés en 1994 avec le remplissage, ont permis la découverte d'une nécropole néolithique.
Maintes fois évoqué depuis la création du barrage, un projet de création de site de baignade est lancé en 2016.

## Voies d'accès
Le lac est franchi par le viaduc Pons de Caramany, qui supporte la route départementale 21 reliant la D 9 entre Ansignan et Rasiguères au nord, au bourg de Caramany au sud.

## Photos

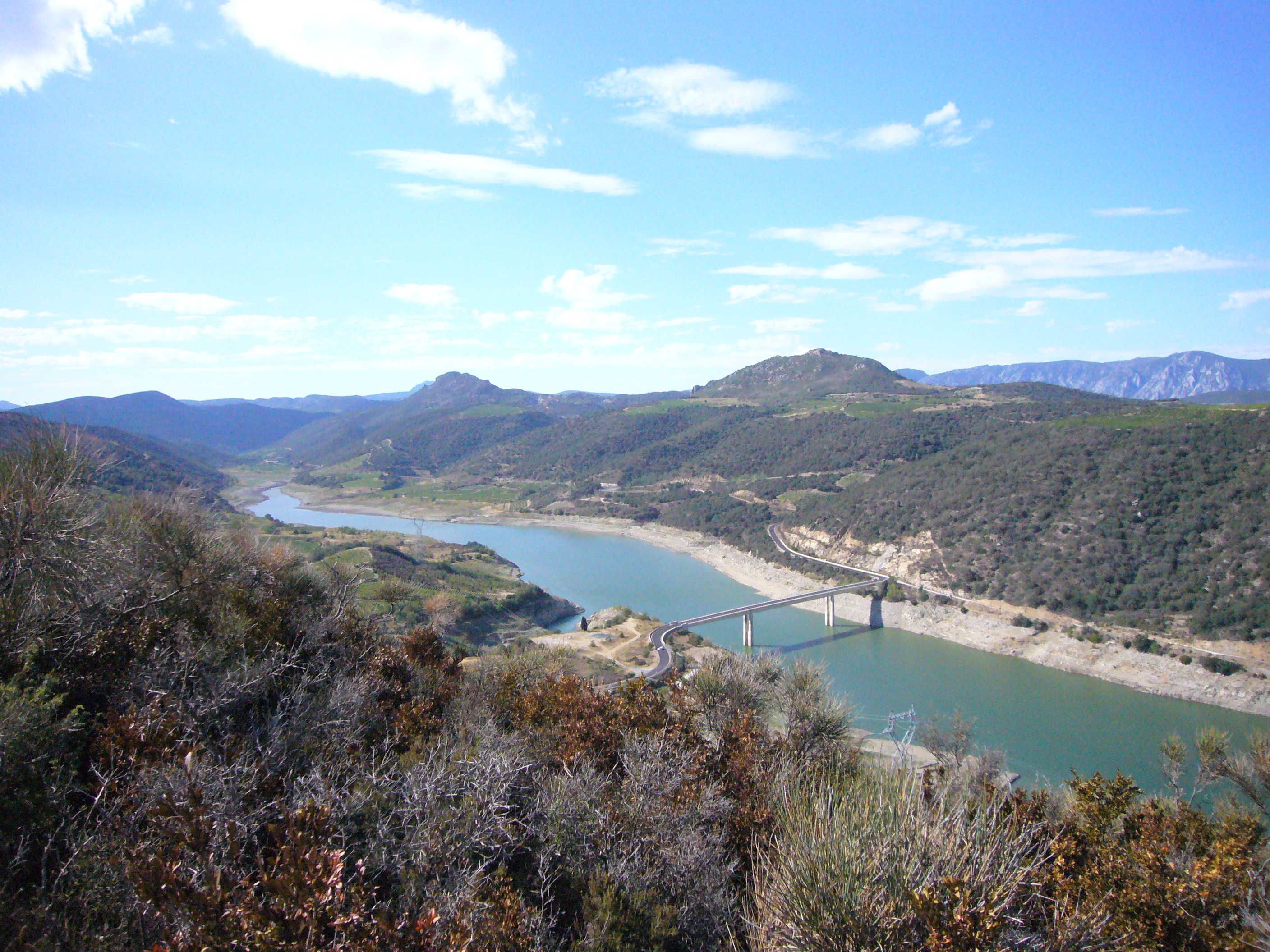
Le lac touché par la sécheresse en août 2008
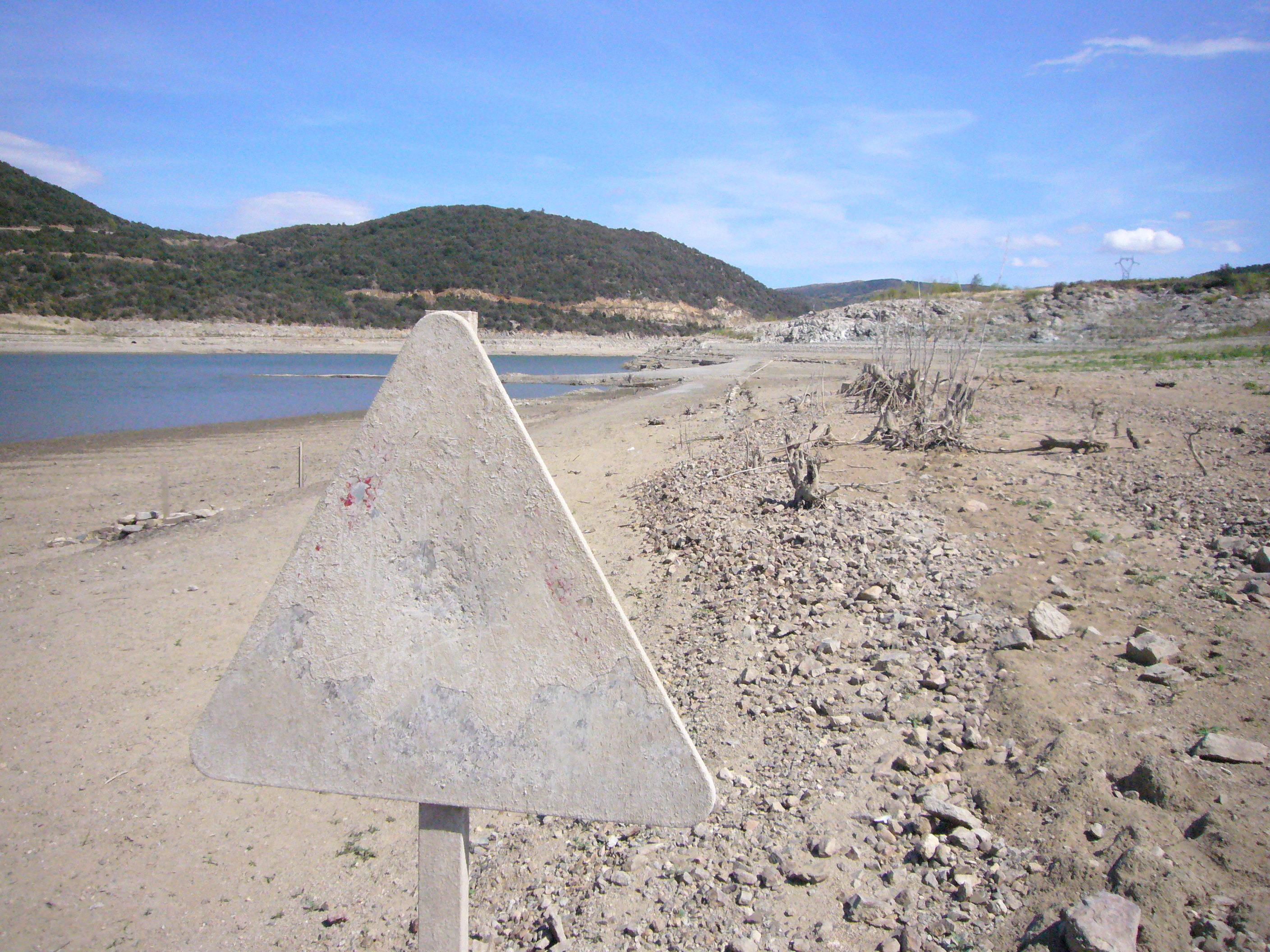
Ancien panneau de signalisation de la D9, dévoilé par la baisse de l'eau du lac de Caramany
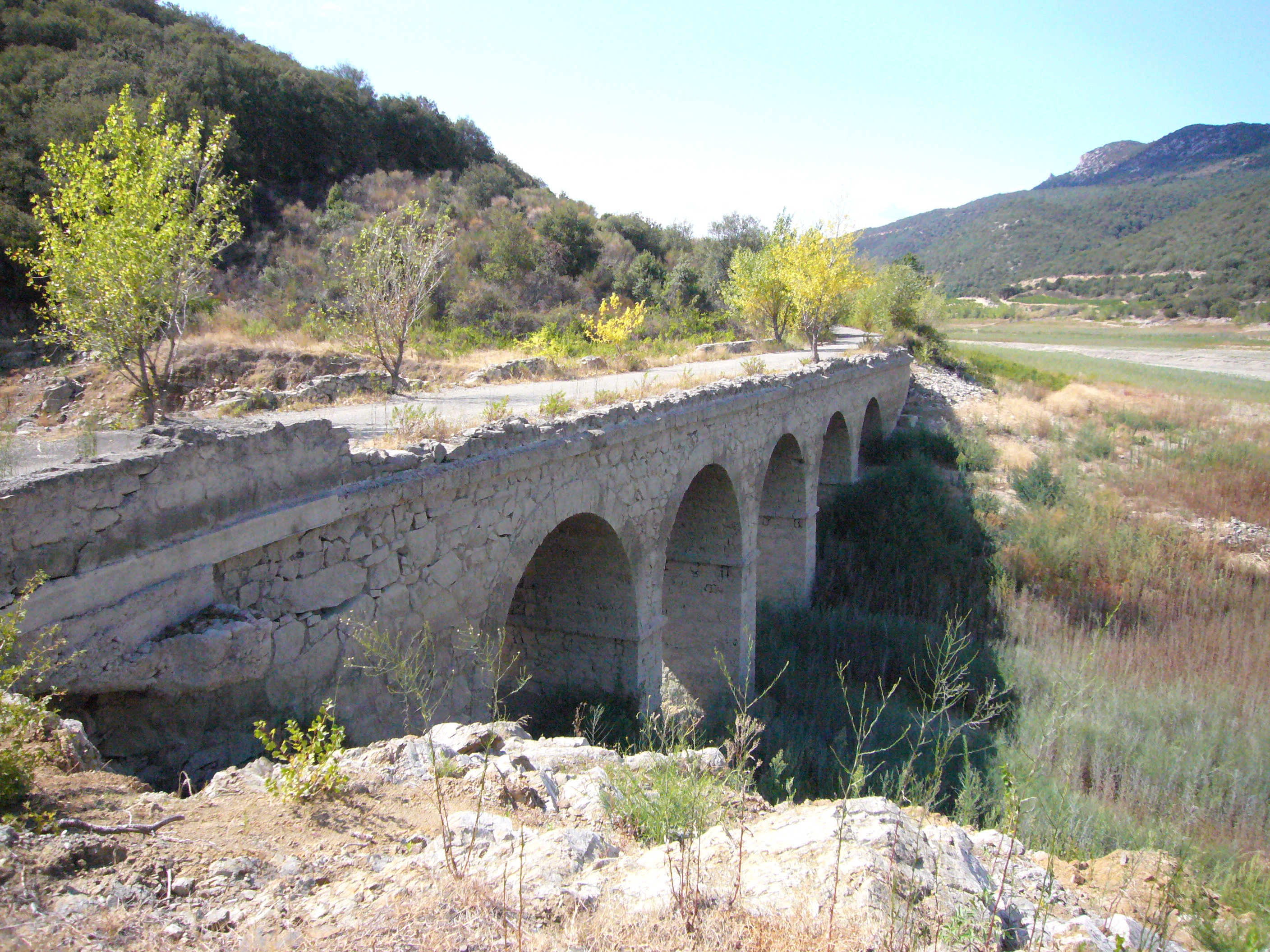
Ancien pont
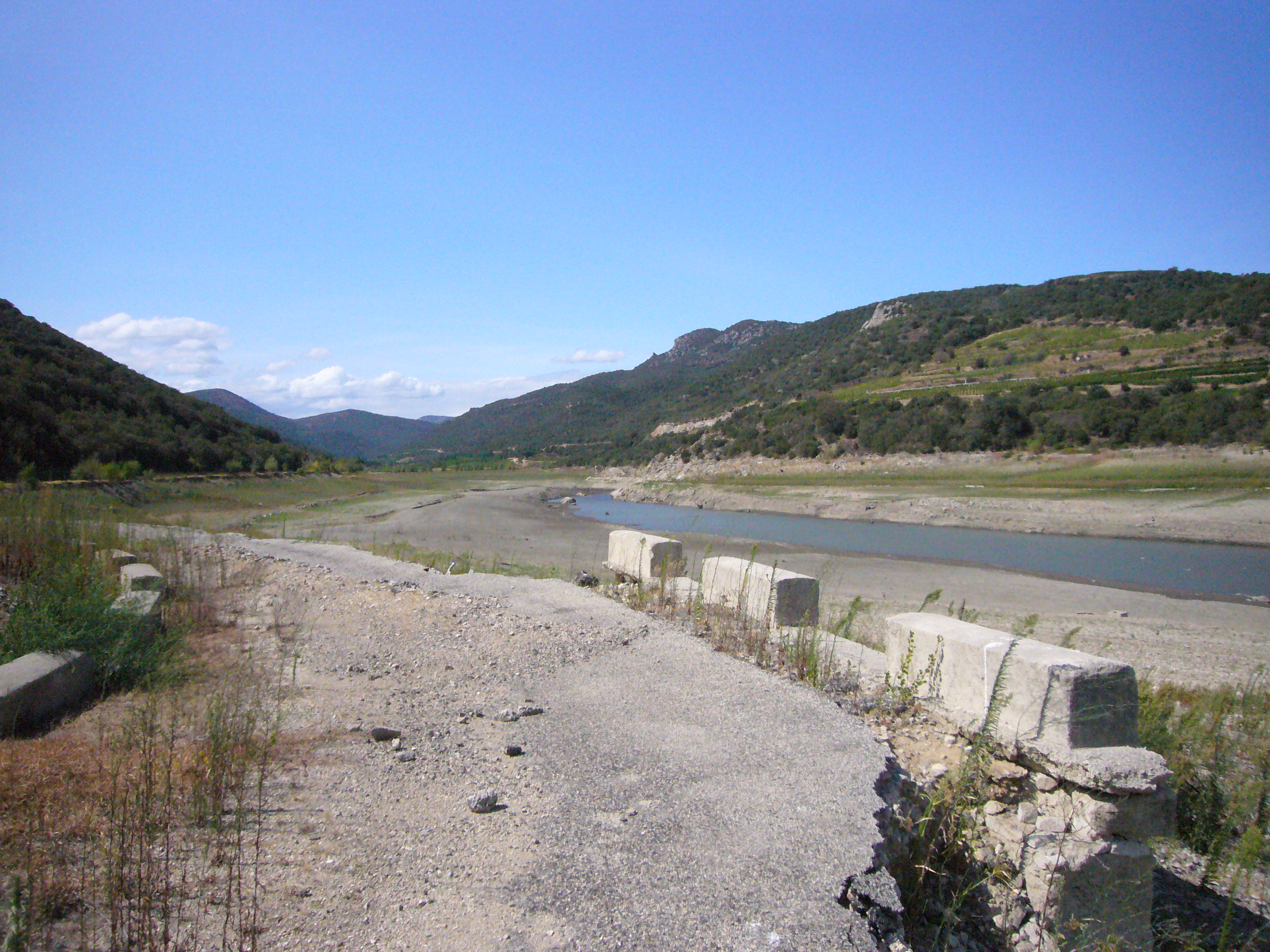
Ancienne route départementale D9 reliant Caramany à Ansignan
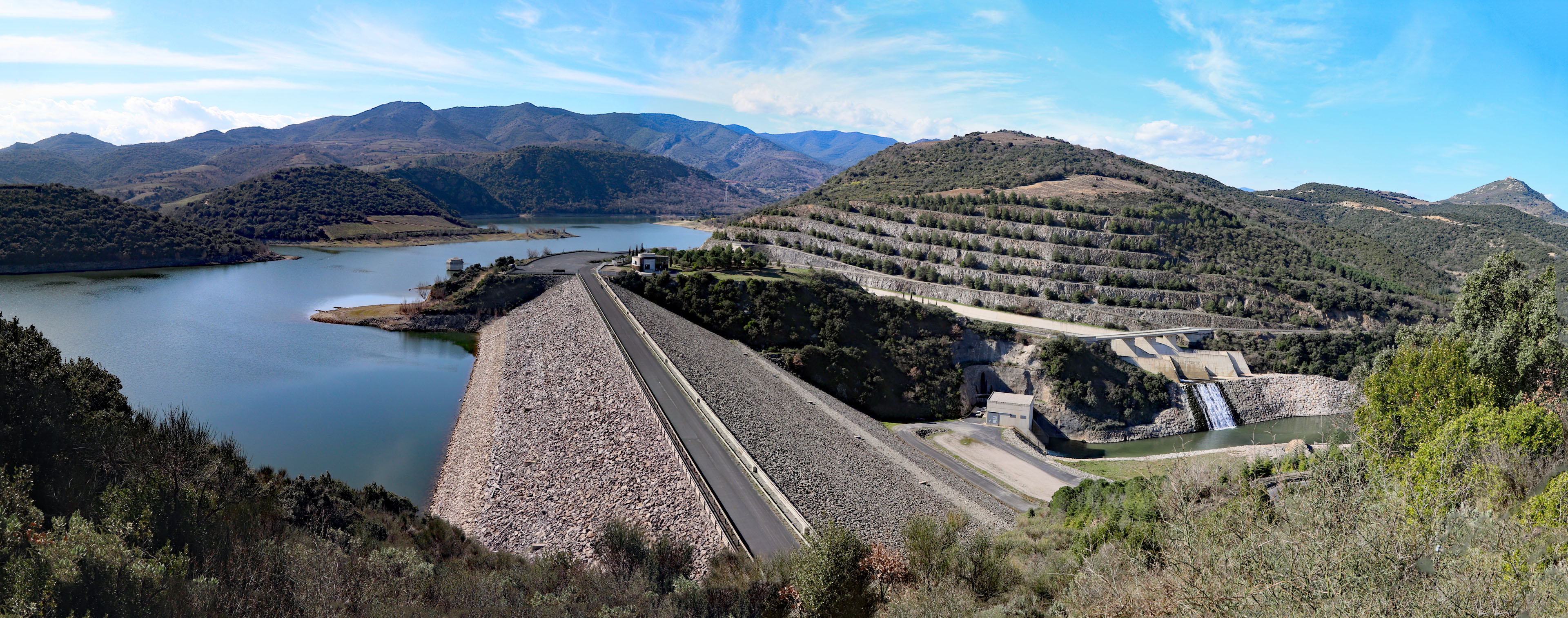
La digue